# The Cobweb
 The Cobweb és una pel·lícula estatunidenca dirigida per Vincente Minnelli, estrenada el 1955.
La pel·lícula presenta un repartiment d'elit, girant al voltant de les psiques malaltes d'interns i membres del personal en una elegant clínica psiquiàtrica. Stewart McIver (Richard Widmark) és el cap de la clínica, mentre que la seva muller Karen (Gloria Grahame) selecciona cortines noves per a la biblioteca de l'hospital. Aquestes cortines inciten un melodrama amb una quantitat igual d'amor i bogeria.
Els crèdits d'obertura segueixen amb la següent frase:
" Comencen els problemes."
Al final de la pel·lícula, la frase és:
"S'acaben els problemes "

## Argument
El Dr. Stewart McIver és ara al càrrec d'una instal·lació psiquiàtrica, durant molts anys dirigida pel Dr. director mèdic Douglas Devanal.
McIver ha d'encarar les necessitats d'un cert nombre de pacients malalts, entre ells Steven Holte, un artista possiblement suïcida, i l'autodestructiu Mr. Capp. Totes les seves responsabilitats tenen tan ocupat McIver que la seva muller, Karen, se sent cada vegada més frustrada i ignorada.
Quan es necessiten cortines noves per a la biblioteca de la clínica, l'austera Victoria Inch en demana unes de ben lletges. Karen McIver compra en canvi un joc més car i vistós, guanyant l'aprovació de la presidenta de la junta Regina Mitchell-Smythe però sense el coneixement del seu marit. El que hauria de ser una qüestió insignificant es complica pel Dr. McIver que dona permís per dissenyar i crear cortines noves pels mateixos pacients.
Xoc de personalitats. El Dr. Devanal, que té un problema amb la beguda, ha estat tenint un afer amb la seva secretària Miss Cobb i també li tira els trastos a la dona de McIver. McIver es comença a enamorar de Meg Rinehart, un membre del seu personal. Vicki Inch privadament maquina exposar el comportament impropi de Devanal a la pròxima reunió de la junta i amenaça veladamenta de fer-ho també amb McIver, mentre que la dona de Devanal equivocadament considera que McIver és darrere la trama per desacreditar el seu marit.
Al final, Stevie reapareix, els McIvers accepten refer el seu matrimoni i Miss Inch decideix no revelar les accions de tothom. Un agraït Dr. Devanal, amb la seva reputació intacte, sotmet la seva dimissió a la junta.

## Repartiment
- Richard Widmark: Dr. Stewart 'Mac' McIver
- Lauren Bacall: Meg Faversen Rinehart
- Charles Boyer: Dr. Douglas N. Devanal
- Gloria Grahame: Karen McIver
- Lillian Gish: Victoria Inch
- John Kerr: Steven Holte
- Susan Strasberg: Sue Brett
- Oscar Levant: M. Capp
- Tommy Rettig: Mark McIver
- Paul Stewart: Dr. Otto Wolff
- Jarma Lewis: Lois Demuth
- Fay Wray: Edna Devanal
- Edgar Stehli: M. Holcomb

## Crítica
Melodrama basat en una obra de l'autor de “The Miracle Worker”, Minelli demostra la seva capacitat i el seu talent convertint aquesta obra en una cinta magnífica.